# 렙셰츠 다양체
심플렉틱 위상수학에서 렙셰츠 다양체(Лефшец多樣體, 영어: Lefschetz manifold)는 심플렉틱 형식의 고차 거듭제곱에 대한 합곱이 서로 다른 차수의 실수 계수 코호몰로지의 동형을 유도하는 심플렉틱 다양체이다. 콤팩트 켈러 다양체의 일반화이다.

## 정의
{\displaystyle 2n}차원 심플렉틱 다양체 {\displaystyle (M,\omega )}이 다음 조건을 만족시킨다면, 강한 렙셰츠 다양체(強한Лефшец多樣體, 영어: strong Lefschetz manifold)라고 한다.
- 모든 {\displaystyle 0\leq i\leq n}에 대하여, {\displaystyle [\omega ]^{i}\smile \colon H^{n-i}(M;\mathbb {R} )\to H^{n+i}(M;\mathbb {R} )}는 실수 벡터 공간의 동형이다.

만약 위 조건이 {\displaystyle i=0,1}에 대하여 성립하는 경우, 렙셰츠 다양체(Лефшец多樣體, 영어: Lefschetz manifold)라고 한다.

## 성질

### 베티 수
강한 렙셰츠 다양체의 경우, 홀수 차수 베티 수는 항상 짝수이다. 이는 푸앵카레 쌍대성 {\displaystyle \operatorname {PD} }를 사용하여
{\displaystyle H^{n-k}(M;\mathbb {R} )\times H^{n-k}(M;\mathbb {R} )\to \mathbb {R} }
{\displaystyle (\alpha ,\beta )\mapsto \alpha \smile \operatorname {PD} ([\omega ]^{k}\smile \beta )}
를 정의하면, 이는 홀수 차수 코호몰로지에 비퇴화 반대칭 쌍선형 형식을 정의하기 때문이다.:6, Proof of Theorem 3.1
또한, 강한 렙셰츠 다양체의 경우 {\displaystyle [\omega ]^{i}}가 벡터 공간의 동형이므로, {\displaystyle 0\leq k\leq i}에 대하여,
{\displaystyle [\omega ]^{k}\smile \colon H^{n-i}\to H^{n+i-2k}}
는 단사 함수이어야 한다. 따라서, {\displaystyle 2n}차원 렙셰츠 다양체의 짝수 차수 베티 수
{\displaystyle b_{0},b_{2},\dots ,b_{2k}\qquad (2k<n)}
및 홀수 차수 베티 수
{\displaystyle b_{1},b_{3},\dots ,b_{2k+1}\qquad (2k+1<n)}
는 각각 증가수열을 이룬다.:Corollary 3

### 켈러 다양체와의 관계
어려운 렙셰츠 정리(프랑스어: théorème de Lefschetz vache, 영어: hard Lefschetz theorem)에 따르면, 모든 콤팩트 켈러 다양체는 강한 렙셰츠 다양체이다.
일반적으로, 다음과 같은 포함 관계가 성립한다.
켈러 다양체 ⊊ 강한 렙셰츠 다양체 ⊊ 렙셰츠 다양체 ⊊ 심플렉틱 다양체
원환면과 미분동형이 아닌 콤팩트 영다양체는 렙셰츠 다양체를 이룰 수 없다.

## 예
강한 렙셰츠 다양체이지만 켈러 다양체가 아닌 해다양체 및 렙셰츠 다양체이지만 강한 렙셰츠 다양체가 아닌 해다양체가 존재한다.
형식적 공간이 아닌 렙셰츠 다양체가 존재한다.

## 역사
솔로몬 렙셰츠는 모든 복소수 사영 대수다양체가 강한 렙셰츠 다양체임을 보였고, "렙셰츠 다양체"라는 이름은 여기서 유래하였다.
알렉산더 그로텐디크는 렙셰츠의 이 정리를 프랑스어: théorème de Lefschetz vache 테오렘 드 렙셰츠 바슈[*]라고 불렀다. 프랑스어: vache 바슈[*]는 사전적으로는 "암소"를 뜻하지만, 속어로 매우 비속한 뜻을 가진다. 영어에서, 이 정리의 이름은 순화된 단어인 영어: hard 하드[*](어려운)로 번역되었다.

## 참고 문헌
1. ↑  “On certain geometric and homotopy properties of closed symplectic manifolds”. arXiv:math/0002071.
2. ↑  Filippini, Sara Angela; Ruddat, Helge; Thompson, Alan. 〈An introduction to Hodge structures〉. 《Calabi-Yau Varieties: Arithmetic, Geometry and Physics》. Fields Institute Communications (영어). Springer. arXiv:1412.8499. ISSN 1069-5265.
3. ↑  Benson, C.; Gordon, C. (1988). “Kähler and symplectic structures on nilmanifolds”. 《Topology》 (영어) 27: 513-518.
4. ↑  Yamada, Takumi (2002). “Examples of Compact Lefschetz Solvmanifolds”. 《Tokyo Journal of Mathematics》 (영어) 25 (2): 261-283.
5. ↑  Cavalcanti, Gil R. (2007). “The Lefschetz property, formality and blowing up in symplectic geometry”. 《Transactions of the American Mathematical Society》 (영어) 359: 333–348. arXiv:math/0403067. Bibcode:2004math......3067C. doi:10.1090/S0002-9947-06-04058-X. JSTOR 20161579. MR 2247894.

## 같이 보기
- 렙셰츠 초평면 정리